# هر کسی میدونه (ترانه لئونارد کوهن)
«هر کسی میدونه» ترانه‌ای از هنرمند اهل کانادا لئونارد کوهن است. نویسنده ترانه خود کوهن با همکاری شارون رابینسون است. نسخه‌های بازخوانی شده زیادی از این ترانه وجود دارد. هر کسی میدونه نخستین بار در فوریه ۱۹۸۸ در آلبوم من مرد تو هستم ارائه شد. مدت‌زمان این ترانه ۵ دقیقه و ۳۷ ثانیه است و به لحن حزن‌انگیز و تکرارهای عناوین آغازین بندهای اشعارش شهرت دارد.